# Melicharoptera tucumana
Melicharoptera tucumana är en insektsart som först beskrevs av Melichar 1912.  Melicharoptera tucumana ingår i släktet Melicharoptera och familjen Dictyopharidae. Inga underarter finns listade i Catalogue of Life.